# Budimir Vujačić
Budimir Vujačić (Servisch: Будимир Вујачић) (Petrovac na Mlavi, 4 januari 1964) is een voormalig Servisch voetballer.

## Carrière
Budimir Vujačić speelde tussen 1984 en 1997 voor Petrovac, Freiburg, Vojvodina, Partizan, Sporting Portugal en Vissel Kobe.

## Servisch voetbalelftal
Budimir Vujačić debuteerde in 1989 in het Joegoslavisch nationaal elftal/Servisch nationaal elftal en speelde 12 interlands.